# Denon
Denon (株式会社デノン Kabushiki Kaisha Denon) là một công ty điện tử Nhật Bản chuyên về thiết bị âm thanh cao cấp đã có hơn 100 năm tuổi. DENON đã tham gia vào giai đoạn đầu của sự phát triển của công nghệ âm thanh kỹ thuật số, đặc biệt chuyên sản xuất các thiết bị âm thanh có độ trung thực cao cho chuyên nghiệp và người dùng nghiệp dư, như các máy nghe đĩa CD và các thiết bị chuyển đổi, máy thu âm băng AM/FM, bộ cân bằng đồ họa, bộ khuếch đại, và loa. Trong nhiều thập kỷ, Denon là một tên thương hiệu của Nippon Columbia, bao gồm cả hãng thu âm Nippon Columbia. Năm 2001, Denon được tách ra như là một công ty riêng biệt với tổ chức gồm 98% của Ripplewood Holdings và 2% của Hitachi. Năm 2002 Denon sáp nhập với Marantz để trở thành D&M Holdings. Tên thương hiệu Denon là sự kết hợp của DENki ONkyo, được sử dụng từ năm 1939.

## Lịch sử
Thương hiệu này đã trải qua hơn 100 năm lịch sử. Được thành lập vào năm 1910 bởi Frederick Whitney Horn với cái tên ban đầu Nippon Columbia Co (tiền thân là tập đoàn thu âm Nhật Bản mang tên Nippon Chikuonki Shokai). Hai năm sau, Nippon Columbia Co chính thức sáp nhập với Japan –U.S Recorders Manufacturig để cùng sản xuất và bán hàng
Năm 1930 thương hiệu Denon chính thức ra đời cùng với sự hợp nhất của Japan Denki Onkyo. Bắt đầu từ đây thương hiệu Denon mới chính thức gắn liền với các thiết bị âm thanh, và được biết đến là nhà sản xuất đầu đĩa than, cartridge và băng ghi âm cho một số đài truyền hình.
Năm 1947 công ty chính thức mua lại toàn bộ tập đoàn Japan Denki Onkyo và bắt đầu xây dựng tên tuổi của một nhà sản xuất Hi-End lừng lẫy sau này.
Những năm 60-70 của thế kỷ XX là thời kỳ phát triển nhất của Denon. Sự nở rộ của các dòng sản phẩm máy ghi âm, đầu đọc băng cassette, máy ghi âm chuyên nghiệp, dàn nghe nhạc stereo, radio, nhạc cụ và máy tính chạy điện… đã giúp cho tên tuổi của Denon trở nên phổ biến hơn.
Những năm thập niên 70, Denon tiếp tục đưa vào sản xuất hàng loạt các dòng thiết bị âm thanh chất lượng cao như bộ khếch đại âm thanh, bộ chỉnh âm, loa, mâm đĩa than… Đây cũng là thời mốc đánh dấu Denon là nhà sản xuất đi đầu trong việc cung cấp các thiết bị ghi âm cho các phòng thu và là thương hiệu đầu tiên bán các bản ghi LP được thu theo công nghệ kỹ thuật số.
Mặc dù không phải là một trong những thương hiệu Hi-End thuộc "hàng khủng", nhưng các kỹ sư cũng như thiết kế của Denon đã rất cố gắng để có thể duy trì và phát triển thương hiệu này trở thành một thương hiệu Hi-End của số đông. Triết lý này đã được duy trì qua nhiều thập kỷ và nhờ đó Denon hiện được biết đến là nhà sản xuất thiết bị audo và home theater có chủng loại sản phẩm đa dạng nhất trên thế giới cùng mạng lưới phân phối rộng khắp toàn cầu.

## Các sản phẩm với mốc thời gian

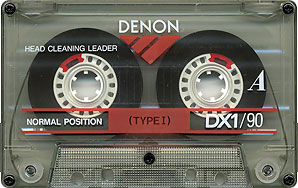
Băng cát-xét ghi âm Denon DX1/90

- 1910 sản xuất ghi đĩa một mặt và máy hát[2][3]
- 1939 Ra mắt máy ghi đĩa chuyên nghiệp đầu tiên sử dụng cho ngành truyền hình và máy cắt-tiện đĩa từ.
- 1951 Bắt đầu bán bản ghi LP thế hệ 1 - bản cartride phono MC stereo đầu tiên[1], và tiếp tục phát triển dòng sản phẩm băng ghi âm chuyên nghiệp
- 1953 Ra mắt máy ghi âm chuyên nghiệp sử dụng cho ngành truyền hình.
- 1958 giới thiệu bán các bản ghi âm thanh hai kênh.
- 1959 Bắt đầu sản xuất băng âm thanh cuộn-hở.
- 1962 Giới thiệu đàn piano điện tử dòng Elepian.
- 1963 Phát triển cartridge phono DL-103.[4]
- 1964 Bắt đầu bán băng cát-xét âm thanh.
- 1971 Bắt đầu sản xuất các thành phần âm thanh hi-fi, bao gồm cả bàn xoay đĩa than, bộ khuếch đại, bộ chỉnh âm và loa.

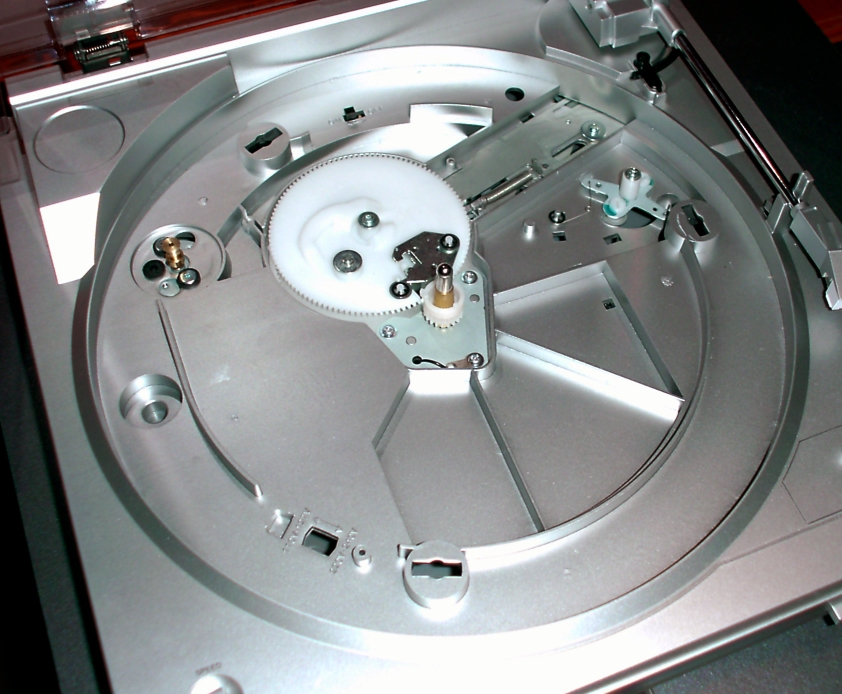
Bàn xoay đĩa Denon DP-29F

- 1972 Giới thiệu máy ghi âm kỹ thuật số có 8 kênh đầu tiên trên thế giới.
- 1977 Được giải thưởng "Trend-Setter giải thưởng cho các đóng góp nổi bật cho ngành công nghiệp" của tạp chí Billboard của Mỹ.
- 1980 Được giải thưởng Diplome Quốc tế Montreux lần thứ 13 với giải thưởng công nghệ được tôn vinh.
- 1981 phát triển máy nghe nhạc CD cho người sử dụng chuyên nghiệp.
- 1982 dẫn đầu ngành công nghiệp âm thanh trong việc giới thiệu máy nghe đĩa CD cho người tiêu dùng sử dụng.[cần dẫn nguồn]
- 1988 Giới thiệu một loạt các bộ khuếch đại AV vào hệ thống sản phẩm.
- 1990 được trao tặng ba giải thưởng thiết bị trong triển lãm Hi-fi tại Paris.
- 1993 Phát triển bản kép máy chơi nhạc CD cho DJ loại DN-200F[5]. Các mẫu sơ khai khác là DN1000F, DN2000F và DN2500F. Denon cũng chế tạo cho máy chơi nhạc 2 đĩa Mini của thế giới, thiết kế cho các DJ sử dụng.[6]
- 1994 Được giải thưởng "Sáng tạo âm thanh của châu Âu của năm".
- 1995 tạo ra hệ thống rạp hát tại nhà chuẩn Dolby AC-3 và THX 5.1 đầu tiên trên thế giới[7].
- 1997 Giới thiệu thêm đầu đĩa DVD vào trong hệ thống sản phẩm.
- 1999 tạo ra hệ thống rạp hát tại nhà chuẩn THX-EX đầu tiên trên thế giới(THX - bản nâng cấp để cung cấp đầy đủ âm thanh vòm)[8].
- 2001 hệ thống âm thanh Mini đầu tiên được sản xuất với âm thanh vòm 5.1.
- 2002 Denon liên kết phát triển công nghệ để cải thiện kết nối công nghệ số[9].
- 2004 ra đời của sản phẩm tiêu dùng đầu tiên của thế giới có tính năng HQV [10][11].
- 2006 Denon giới thiệu cáp Ethernet loại CAT5 AK-DL1 dài 1,5 m. Cho đến giữa năm 2008, nó vẫn gây ra tranh cãi vì giá cao của nó ($499) trong khi công ty tuyên bố rằng cáp được "thiết kế riêng cho những người đam mê âm thanh" và sẽ "mang lại nguyên vẹn tất cả các sắc thái" trong tín hiệu âm thanh kỹ thuật số truyền trên nó, tuy vậy thực tế lại cho thấy rằng ngay cả những cáp ethernet tồi nhất cũng cung cấp chất lượng tương tự cho các thiết bị âm thanh kỹ thuật số trên một chiều dài tương tự[12][13]
- 2007 Denon phát hành bộ tiền khuếch đại AVP-A1HDCI và ghép với bộ khuếch đại công suất POA-A1HDCI - đánh dấu bổ sung đầu tiên của công ty một dòng thiết bị mới hiệu suất cao tập trung vào đa số khách hàng thông thường[14].
- 2008 Denon công bố thiết bị phát lại DVD-Audio và SA-CD có khả năng chơi đĩa Blu-ray phổ dụng (Universal Blu-ray) đầu tiên trên thế giới[15]